# Acatlán, Puebla
Acatlán là một đô thị thuộc bang Puebla, México. Năm 2005, dân số của đô thị này là 32521 người.